# シルバニアファミリー
シルバニアファミリー（英語: Sylvanian Families）は、日本の玩具メーカーであるエポック社から発売されているドールハウスおよび人形。

## 概要

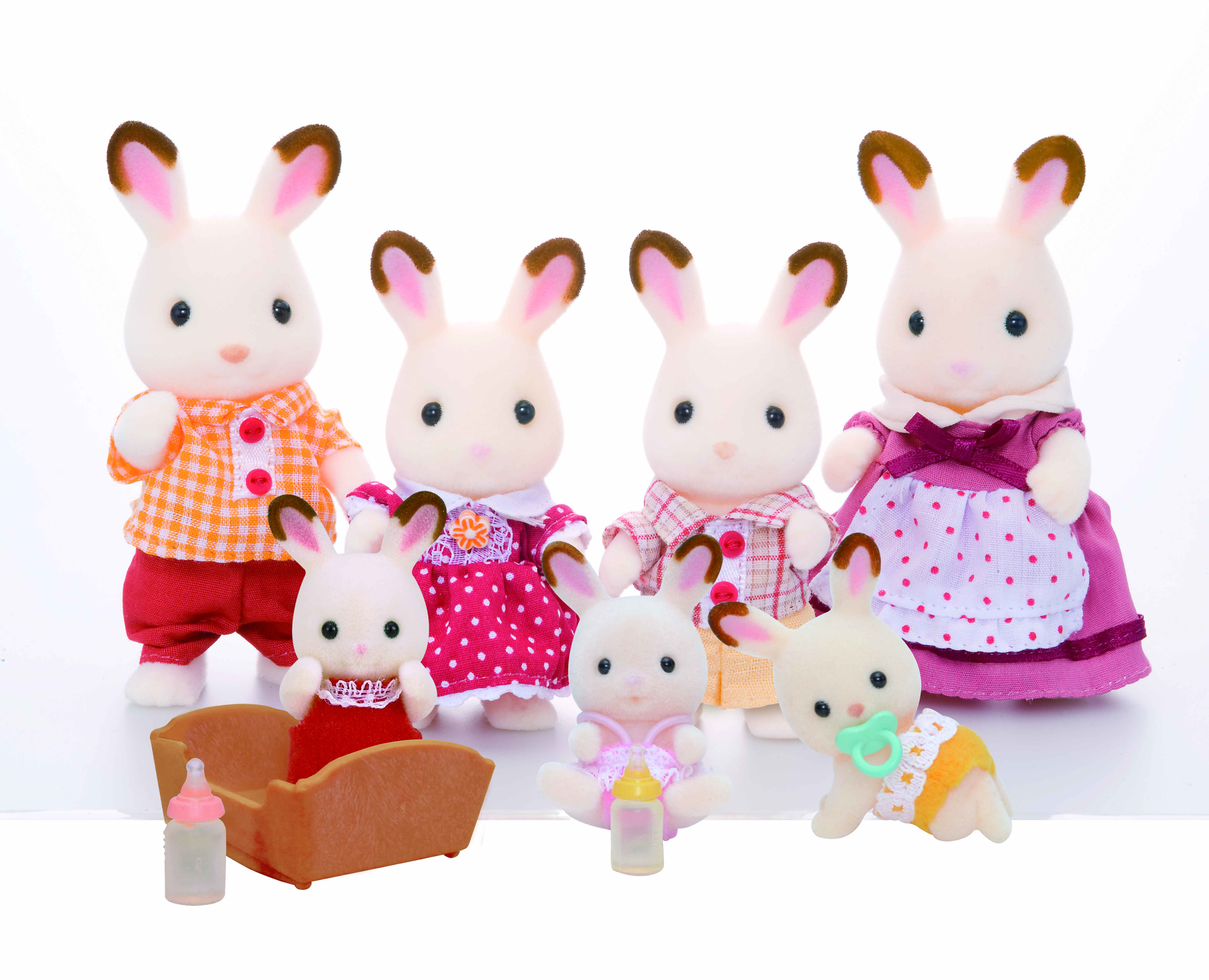
ショコラウサギファミリー

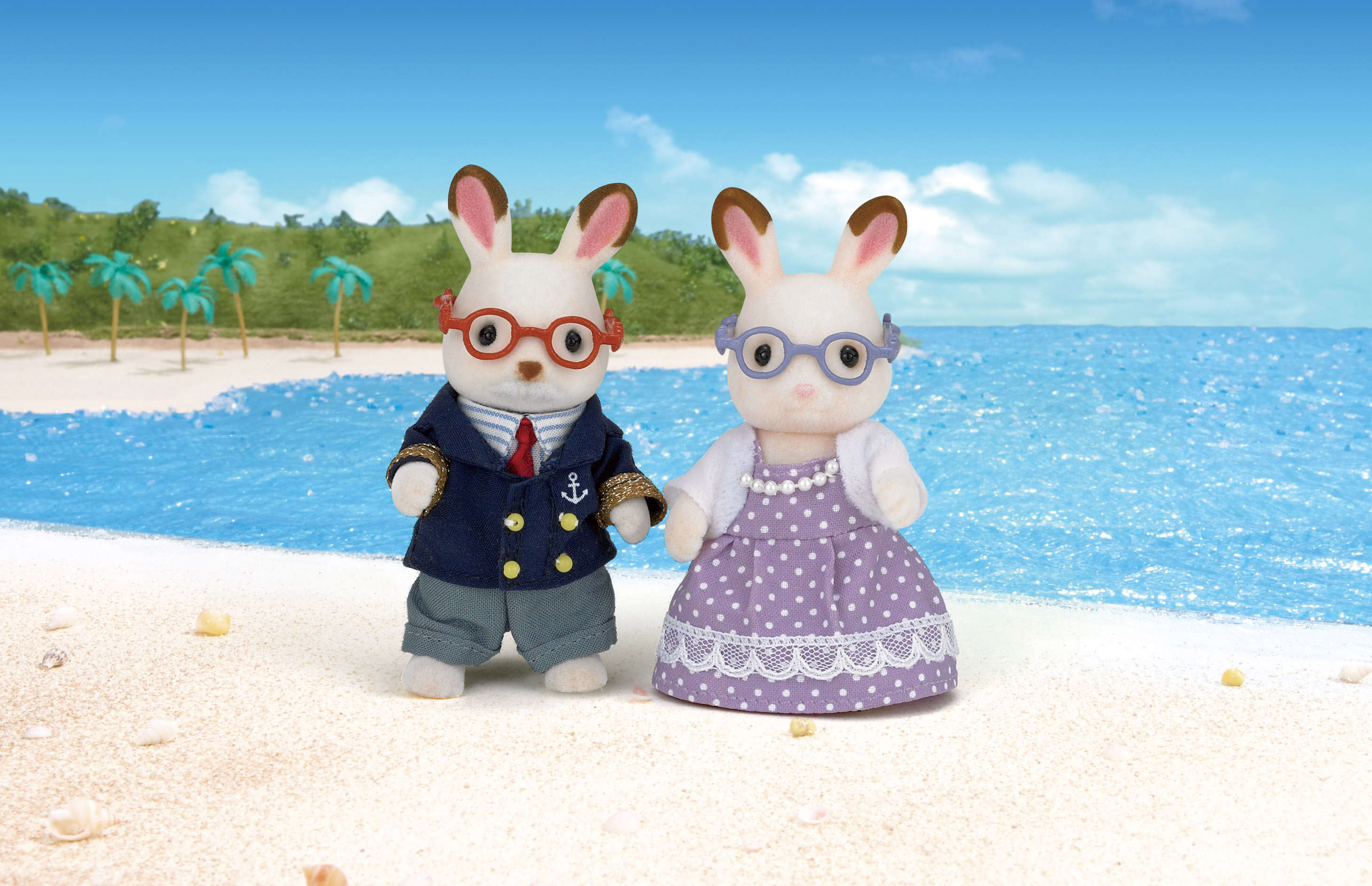
ショコラウサギファミリー（リース・チョコレート、パトリシア・チョコレート）

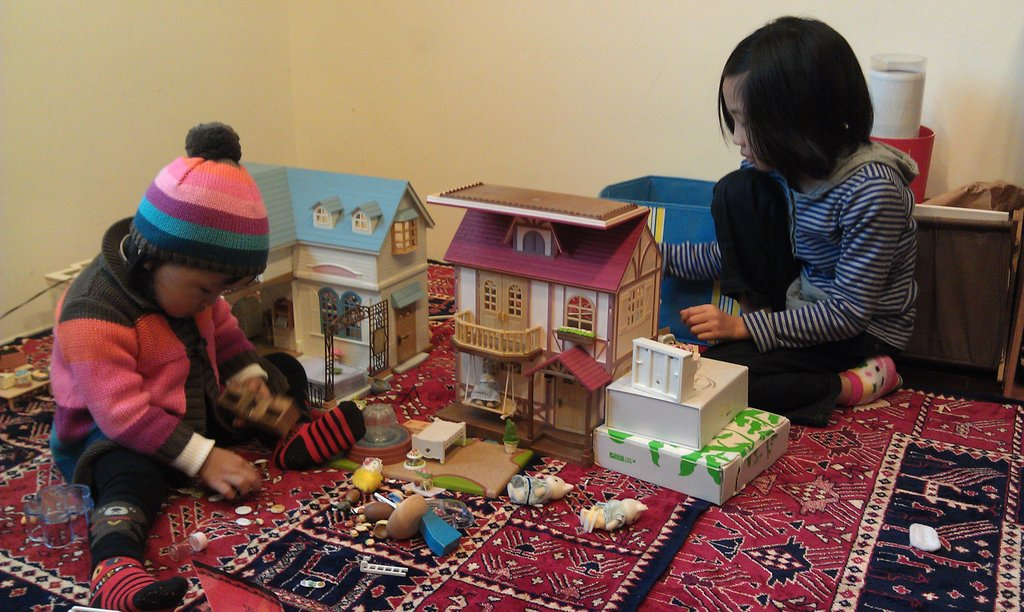
シルバニアファミリーで遊ぶ子供たち

1983年10月から1984年10月に掛けて、当時、株式会社エポック社の二代目社長だった松本光男と当時数名の社員によって商品の考案・開発が行われ、1985年（昭和60年）3月20日に正式発売を開始された。同社としては開発・販売とも初となる、女児向け玩具だった。1985年冬の「ヒット商品番付」で第10位にランクインされ、同社の主力商品となった。日本ではなじみの薄かったドールハウスを紹介するために、人形を子供に人気のある動物の一家に置き換えて発売した。
動物をモチーフとした小型のフロッキー人形としては既に1983年9月にセキグチから発売された「テディベアストーリー」が人気を集めており、シルバニアファミリーは後発だった。テディベアストーリーがファッション雑貨店やファンシーショップで販売したのに対し、シルバニアファミリーはより店舗数の多い玩具店を中心に販売したことや、テディベアストーリーよりも価格設定を下げたことで、先発のテディベアストーリーを上回るほどの売れ行きを見せた。
しかし同業他社による類似商品の販売が相次ぎ、商品の独自性が損なわれシルバニアファミリーは売上が落ち込む。その後、ブームの一段落とともに他社は製造を終了。一時期はシルバニアファミリーも衰亡の危機にあった。低迷期の1990年には、ピーク時の1987年の1割程度にまで売上が落ち込んでいたが、ファンクラブ（シルバニアファミリー友の会）や販促活動に力を入れた結果、その後は順調に売り上げを回復した。
2006年末時点で、累計で約7800万体が販売されており、2015年（最新）の累計では世界の40ヶ国に輸出され、販売された数は約1億2000万体である。
発売当初の正式名称は『森のゆかいな仲間たち エポック社 システム・コレクション・アニマルトーイ・シルバニアファミリー』だった。現在は、玩具の通称として「シルバニアファミリー」と呼ばれている。
アメリカでは1986年に発売されたが、当時の代理店の倒産により1989年には一旦撤退した。1993年にはアメリカ・カナダに再進出を果たしたほか、ヨーロッパでも発売されている。多くの国でSylvanian Familiesの名称で販売を行っているが、北米では商標の問題が発生したことから1993年の再進出時にCalico Critters（キャリコ・クリッターズ）と名称を変更した。
森に囲まれたシルバニア村に住む動物たちという設定を沿え、欧米の田舎のような世界観を築いている。
発売初期には、ヨーロッパのドールハウスに見られるような陶器製や木製の家具が売られていた。現在日本国内で販売されているものは、STマーク取得の関係上、ほとんどがプラスチック製に置き換わっている。
人形は基本的に4 - 7体の「家族」単位で発売されている。発売当初の家族構成はウサギ（グレー、ブラウン）、ネズミ、リス、クマ（グレー、ブラウン）、タヌキ、モグラ、キツネの9家族40体。その後、何度か人形の入れ替えがあり、2024年現在ではウサギ（5種類）、ネコ（7種類）、イヌ（4種類）、リス、クマ、ヒツジ、コアラ、シカ、の41家族100体以上が通常商品として、オコジョ、ハムスター、ブタなどが限定商品として売られている。
各人形には誕生日や趣味などの設定が存在するが、2019年までの日本版では名前は「その人形をかわいがってくれる人につけて欲しい」という考えから、あえて付けられていなかった。北米版、ヨーロッパ版では、当初から名前が付いている。日本版でも、2020年2月、35周年記念を節目として、キャラクターの名前と名字が付けられるようになった。
日本版、北米版、ヨーロッパ版では売られている人形の種類やサイズ、家具の色などが異なる。例えば、コアラの人形は2000年代頃には、日本版では『留学生』として子供の人形のみが売られていたが、2018年現在、子供の人形は見られなくなり、お母さんとお父さんと赤ちゃんの人形しか見られない。それに対してヨーロッパ版では『家族』単位で売られている。日本未発売の商品もある。ヨーロッパで販売されていたカエル家族のセットには赤ちゃんも含まれていたが、カエルの赤ちゃんといえどオタマジャクシではなく、小さなカエルの姿をしていた。
ドールハウスのほかにも、ゲーム化や後述するアニメ化などもしている。
また、1990年当時には、指定の番号に電話をかけると自動音声でシルバニアファミリーの物語が流れるサービスも行っていた。
1989年、エポック社企画・監修、アニメーションワールドの制作・実施により初のキャラクターショー『シルバニアファミリーショー』が公演された。公演時間は約30分。
1996年-2004年、エポック社企画・監修、劇団飛行船の制作・実施によって『シルバニアファミリーショー』外部PR公演が全国各地で行われた。
1999年7月、シルバニアファミリー誕生15周年記念事業として、初のテーマレストラン「シルバニア森のキッチン」第1号店を東京都武蔵野市吉祥寺に出店した。レストランの運営および経営はエポック社の関連会社のヤングエポック、ミントなどが担当した。同店は2011年2月に閉店している。
2001年1月、シルバニアファミリー初の大型外部イベントとして「シルバニア村へ遊びにおいでよ！」を1月3日 - 8日の6日間に渡って東京・品川プリンスホテルで開催。企画・制作はヤラカス館、監修はエポック社、共催が品川プリンスホテル（プリンスホテルグループ）、延べ集客数は6日間で約30000人。同年のゴールデンウィークにも「品川プリンスホテル ゴールデンウィークこどもランド シルバニア村のパーティー」を5月3日 - 6日の4日間に渡り開催。延べ集客数は約19000人。
2002年8月、2001年に続き、シルバニアファミリーの大型外部イベントとして「シルバニアファミリーの夏休み」を8月10日 - 18日の9日間に渡って品川プリンスホテルで開催。企画・制作はヤラカス館、劇団飛行船、監修はエポック社、共催が品川プリンスホテル（プリンスホテルグループ）、延べ集客数は9日間で約27000人。この開催以後、シルバニアファミリーの外部大型イベントは行われなくなった。
2004年7月、シルバニアファミリー誕生20周年記念事業として、ぐりんぱ内に「シルバニアビレッジ」を開設した。企画・監修はエポック社、アトラクション建設・運営は富士急行。
2005年、シルバニアファミリー誕生20周年を記念した初のキャラクター公演『シルバニアファミリーミュージカル〜パーティーイブは大さわぎ！』が劇団こぐま座により全国12都市の13会場で行われた。公演時間106分。翌2006年に生産数限定でVHSビデオソフトとDVDソフト化されたが生産数が大変少なく希少性が高いソフトである。
2006年、全労済（現・こくみん共済COOP）「こくみん共済」のイメージキャラクターに起用された。
2007年1月18日、シルバニアファミリーのCGアニメが製作されることが発表され、同年2007年6月20日にCGアニメ3話をそれぞれDVDで発売した。以後、新作を発売していく予定だったが、2011年2月現在、第3話以降の新作は製作されていない。
2009年3月、シルバニアファミリー誕生25周年記念事業として、かしいかえん内に西日本地区初のシルバニアパークとして「シルバニアガーデン」を開設した。企画・監修はエポック社、アトラクション設置・建設・運営は西鉄サービスなど数社が担当した。
2010年、シルバニアファミリー誕生25周年を記念したキャラクター公演『シルバニアファミリーわくわくミュージカル』（公演時間40分）と『シルバニアファミリーわくわくステージ』（公演時間25分）が劇団こぐま座により全国で行われた。同ステージは2015年現在も不定期で行われている。
2014年12月、シルバニアファミリー初の知育向けライセンス「オンライン英会話教室 ドリーム・パイ」が事業開始した。
2015年3月、シルバニアファミリー誕生30周年記念事業の一環として「シルバニアファミリー あそびのお部屋」が東京都目黒区と大阪府大阪市内にオープン。同年9月 シルバニアファミリー誕生30周年記念ミュージカルショー＆ステージを1日限定で博品館劇場にて公演。
2016年3月、こもれび森のイバライド（旧・江戸崎農業公園ポティロンの森）の一角を改装し「シルバニアファーム」がオープンした。また、大阪ATC内「あそびのお部屋」の第二期リニューアル工事が完了し再オープンをした。
2020年2月、35周年記念を節目に日本版でもキャラクターの名前と名字が解禁される。
アニメ「シルバニアファミリーミニストーリー」12話放送。
2023年4月、同年秋に初の映画版を製作し、公開されることが発表された。この映画は、同年11月23日から放映されていた。

## 登場人物

### ファミリー

#### チョコレート家（ショコラウサギファミリー）
- お父さん：フレイジャー・チョコレート
- お母さん：テリー・チョコレート
- お姉さん：ステラ・チョコレート
- 男の子：ココ・チョコレート
- 女の子：フレア・チョコレート
- 赤ちゃん：クレム・チョコレート
- ふたごちゃん：ケイブ・チョコレート、ブリーズ・チョコレート
- みつごちゃん：フィリップ・チョコレート、フローラ・チョコレート、フォーナ・チョコレート
- おじいさん：リース・チョコレート
- おばあさん：パトリシア・チョコレート

#### ウォールナット一家（くるみリスファミリー）
- お父さん：セドリック・ウォールナット
- お母さん：ヤドリー・ウォールナット
- 男の子：ラルフ・ウォールナット
- 女の子：サフラン・ウォールナット
- 赤ちゃん：アンブローズ・ウォールナット
- ふたごちゃん：アルフィー・ウォールナット、アリッサ・ウォールナット

#### ペルシアン家（ペルシャネコファミリー）
- お父さん：ルーカス・ペルシアン
- お母さん：ダーン・ペルシアン
- お姉さん：アリシア・ペルシアン
- お兄さん：フィン・ペルシアン
- ふたごの女の子：スカイ・ペルシアン、ライラ・ペルシアン
- 赤ちゃん：ライアン・ペルシアン
- ふたごちゃん：レイヤ・ペルシアン、ベラミー・ペルシアン
- みつごちゃん：ブレア・ペルシアン、ブレイク・ペルシアン、ブリアナ・ペルシアン

#### コーブ家（ラッコファミリー）
- お父さん：コリン・コーブ
- お母さん：マイラ・コーブ
- 女の子：マノン・コーブ
- 赤ちゃん：マノン・コーブ
- 小さい赤ちゃん：ケイリー・コーブ、コートニー・コーブ

#### ウィロー家（シカファミリー）
- お父さん：マリウス・ウィロー
- お母さん：プリムローズ・ウィロー
- 女の子：ソフィア・ウィロー
- 赤ちゃん：アスター・ウィロー
- ふたごちゃん：ニルス・ウィロー、リダ・ウィロー
- みつごちゃん：カイ・ウィロー、ノヴァ・ウィロー、ロゼ・ウィロー

#### フローター家（アザラシファミリー）
- お父さん：モーリス・フローター
- お母さん：アモラ・フローター
- 赤ちゃん：パフィ・フローター、マフィ・フローター

#### フォンターナ家（ラテネコファミリー）
- お父さん：マテオ・フォンターナ
- お母さん：ダニエラ・フォンターナ
- 男の子：ミック・フォンターナ
- 女の子：モニカ・フォンターナ
- 赤ちゃん：ピーノ・フォンターナ、メイベル・フォンターナ

#### フローラ家（フローラウサギファミリー）
- お父さん：ノーラン・フローラ
- お母さん：アリア・フローラ
- 男の子：レノン・フローラ
- 女の子：アリス・フローラ
- 赤ちゃん：シエル・フローラ
- ふたごちゃん：ルノー・フローラ、ヴィオラ・フローラ
- みつごちゃん：タイム・フローラ、セージ・フローラ、ローズマリー・フローラ

#### フェネック家（フェネックファミリー）
- お父さん：ロナルド・フェネック
- お母さん：シャロン・フェネック
- 女の子：ジャスミン・フェネック
- 赤ちゃん：ユリー・フェネック、カレブ・フェネック
- ふたごちゃん：タラ・フェネック、ロッコ・フェネック
- 小さい赤ちゃん：カーヤ・フェネック、アリー・フェネック

#### ワドル家（ペンギンファミリー）
- お父さん：オッジー・ワドル
- お母さん：サファイア・ワドル
- 赤ちゃん：キッピー・ワドル、パール・ワドル、ロッキー・ワドル

#### スノードリフト家（トナカイファミリー）
- お父さん：ジョリー・スノードリフト
- お母さん：エルム・スノードリフト
- 赤ちゃん：イブ・スノードリフト、ルイ・スノードリフト
- ふたごちゃん：ジンジャー・スノードリフト、オリー・スノードリフト

#### マーガレット家（マーガレットウサギファミリー）
- お父さん：ランドン・マーガレット
- お母さん：リサ・マーガレット
- 女の子：セレーナ・マーガレット
- 男の子：ロミオ・マーガレット

#### ハスキー家（ハスキーファミリー）
- お父さん：ヴィンセント・ハスキー
- お母さん：アヴリル・ハスキー
- お兄さん：ブルース・ハスキー
- 女の子：ポーリーン・ハスキー
- 男の子：ハイデン・ハスキー
- 赤ちゃん：リンネア・ハスキー
- ふたごちゃん：アンバー・ハスキー、ジェレミー・ハスキー
- みつごちゃん：レイ・ハスキー、ドレイク・ハスキー、ネリー・ハスキー

#### ハイブランチ家（キリンファミリー）
- お父さん：エグバート・ハイブランチ
- お母さん：オリーブ・ハイブランチ
- 赤ちゃん：ブリー・ハイブランチ、ブラン・ハイブランチ

#### メインリー家（ポニーファミリー）
- お母さん：セラフィナ・メインリー
- 女の子：サリー・メインリー、ジョイ・メインリー

#### スノー家（しろウサギファミリー）
- お母さん：エミリア・スノー
- お姉さん：ルビー・スノー
- 女の子：メイジー・スノー
- 赤ちゃん：ソフィー・スノー

#### デール家（ヒツジファミリー）
- お父さん：イーワン・デール
- お母さん：バーバラ・デール
- 女の子：ローナ・デール
- 男の子：ウィントン・デール
- 赤ちゃん：エマ・デール
- ふたごちゃん：ショーナ・デール、ショーン・デール

#### ブライトフィールド家（ヤギファミリー）
- お父さん：ビリー・ブライトフィールド
- お母さん：ナンシー・ブライトフィールド
- 女の子：マンディ・ブライトフィールド
- 赤ちゃん：ジェニー・ブライトフィールド

#### パドルトン家（アヒルファミリー）
- お父さん：ジョージ・パドルトン
- お母さん：エリザ・パドルトン
- みつごちゃん：ジョセフ・パドルトン、ハリエット・パドルトン、ビートライズ・パドルトン

#### バターカップ家（ウシファミリー）
- お父さん：ホーンブル・バターカップ
- お母さん：デイジー・バターカップ
- 女の子：アナベル・バターカップ
- 男の子：パドック・バターカップ

#### ペリーウィンクル家（みるくウサギファミリー）
- お父さん：アレックス・ペリーウィンクル
- お母さん：ケイト・ペリーウィンクル
- お姉さん：キャサリン・ペリーウィンクル
- 男の子：オリバー・ペリーウィンクル
- 女の子：レベッカ・ペリーウィンクル
- 赤ちゃん：ヘンリー・ペリーウィンクル
- ふたごちゃん：ジェイミー・ペリーウィンクル、ヘザー・ペリーウィンクル
- みつごちゃん：アイラ・ペリーウィンクル、アイリス・ペリーウィンクル、オーウェン・ペリーウィンクル

#### ペティート家（クマファミリー）
- お父さん：パトリック・ペティート
- お母さん：マーガレット・ペティート
- 男の子：ピアーズ・ペティート
- 女の子：アンドロメダ・ペティート
- 赤ちゃん：ジェイソン・ペティート
- ふたごちゃん：フレディ・ペティート、ハリー・ペティート

#### ゴライトリー家（シルクネコファミリー）
- お父さん：フレッド・ゴライトリー
- お母さん：ホーリー・ゴライトリー
- お姉さん：ルル・ゴライトリー
- 男の子：トビー・ゴライトリー
- 女の子：ティファニー・ゴライトリー
- 赤ちゃん：ギリー・ゴライトリー
- ふたごちゃん：ジニー・ゴライトリー、ジョージ・ゴライトリー

#### メイプル家（メイプルネコファミリー）
- お父さん：セオドア・メイプル
- お母さん：ジョージナ・メイプル
- お姉さん：ミランダ・メイプル
- 男の子：ジャスパー・メイプル
- 女の子：ミリー・メイプル
- 赤ちゃん：アルフィ・メイプル
- ふたごちゃん：デイジー・メイプル、ミスティー・メイプル

#### マシュマロ家（マシュマロネズミファミリー）
- お父さん：バーナード・マシュマロ
- お母さん：ビアンカ・マシュマロ
- お姉さん：ステファニー・マシュマロ
- 男の子：クリストファー・マシュマロ
- 女の子：キャサリン・マシュマロ
- 赤ちゃん：アルバート・マシュマロ
- みつごちゃん：メリー・マシュマロ、エドワード・マシュマロ、エリザベス・マシュマロ

#### ケーキブレッド家（トイプードルファミリー）
- お父さん：フランク・ケーキブレッド
- お母さん：ベロニカ・ケーキブレッド
- お姉さん：ローラ・ケーキブレッド
- 男の子：エリック・ケーキブレッド
- 女の子：メリンダ・ケーキブレッド
- 赤ちゃん：マイロ・ケーキブレッド
- ふたごちゃん：ミア・ケーキブレッド、マックス・ケーキブレッド

#### マーロウ家（チャコールネコファミリー）
- お父さん：メイソン・マーロウ
- お母さん：ナタリー・マーロウ
- お姉さん：フェリシア・マーロウ
- ふたごの女の子：ローズ・マーロウ、リリー・マーロウ
- みつごちゃん：アンジェリカ・マーロウ、ミッドナイト・マーロウ、ペパーミント・マーロウ

#### キャラメル家（キャラメルイヌファミリー）
- お父さん：ランス・キャラメル
- お母さん：ビビアン・キャラメル
- お姉さん：メラニー・キャラメル
- 女の子：カーリー・キャラメル
- 赤ちゃん：ジャスティン・キャラメル

#### ロペス家（チワワファミリー）
- お父さん：シーザー・ロペス
- お母さん：コンチータ・ロペス
- 男の子：パブロ・ロペス
- 女の子：ラヤ・ロペス
- 赤ちゃん：ジョリンダ・ロペス
- ふたごちゃん：ローラ・ロペス、ぺピ・ロペス

#### サンディー家（シマネコファミリー）
- お父さん：サイモン・サンディー
- お母さん：アメリア・サンディー
- お兄さん：ヴィクター・サンディー
- 男の子：シェーン・サンディー
- 女の子：サブリナ・サンディー
- 赤ちゃん：アプリコット・サンディー
- ふたごちゃん：スコット・サンディー、スカイラー・サンディー

#### スプラッシー家（カワウソファミリー）
- お父さん：グレン・スプラッシー
- お母さん：アマンダ・スプラッシー
- ふたごちゃん：ジョン・スプラッシー、ニコラ・スプラッシー

#### アウトバック家（コアラファミリー）
- お父さん：ブルース・アウトバック
- お母さん：カリッサ・アウトバック
- 赤ちゃん：アデレード・アウトバック、ジュリー・アウトバック

#### ダーウィン家（サルファミリー）
- お父さん：ジェフ・ダーウィン
- お母さん：シャーリー・ダーウィン
- 女の子：ケイティ・ダーウィン
- 赤ちゃん：ボボ・ダーウィン、バブルス・ダーウィン

#### バックリー家（シカファミリー）
- お父さん：デビン・バックリー
- お母さん：タバサ・バックリー
- 男の子：フレディ・バックリー
- 女の子：ファウナ・バックリー
- 赤ちゃん：ペリー・バックリー
- ふたごちゃん：ダレン・バックリー、リリー・バックリー

#### ホッパー家（カンガルーファミリー）
- お父さん：リッチー・ホッパー
- お母さん：サンディ・ホッパー
- 女の子：イサベラ・ホッパー
- 赤ちゃん：ケイティ・ホッパー

#### フェントン家（ラブラドールファミリー）
- お父さん：バーカー・フェントン
- お母さん：ルーシー・フェントン
- お兄さん：リアム・フェントン
- 男の子：バディー・フェントン
- 女の子：セイディー・フェントン
- 赤ちゃん：ポピー・フェントン
- ふたごちゃん：シャイロ・フェントン、マーリー・フェントン

#### ポラリス家（シロクマファミリー）
- お父さん：ピーター・ポラリス
- お母さん：バーバラ・ポラリス
- 女の子：ジュリア・ポラリス
- 赤ちゃん：ベス・ポラリス

#### ミッドナイト家（ほしぞらネコファミリー）
- お父さん：ジェームズ・ミッドナイト
- お母さん：アリソン・ミッドナイト
- お兄さん：エミール・ミッドナイト
- 女の子：シャンテール・ミッドナイト
- 赤ちゃん：グロリア・ミッドナイト
- 小さい赤ちゃん：レジー・ミッドナイト

#### バブルブルック家（ゾウファミリー）
- お父さん：ミッシェル・バブルブルック
- お母さん：リアーナ・バブルブルック
- 女の子：ミリアム・バブルブルック
- 赤ちゃん：ヒルトン・バブルブルック

#### プーキー家（パンダファミリー）
- お父さん：ウォルター・プーキー
- お母さん：デボラ・プーキー
- 女の子：ロザリナ・プーキー
- 赤ちゃん：タイラー・プーキー、アンジェラ・プーキー、トニー・プーキー
- ふたごちゃん：クララ・プーキー、ロイ・プーキー

#### ウーリー家（アルパカファミリー）
- お父さん：アンドレ・ウーリー
- お母さん：アリアナ・ウーリー
- 女の子：フィオレラ・ウーリー
- 赤ちゃん：ガブリエル・ウーリー

#### マクバローズ家（モグラファミリー）
- お父さん：ディガー・マクバローズ
- お母さん：ハイジ・マクバローズ
- 男の子：マディ・マクバローズ
- 赤ちゃん：ムー・マクバローズ

#### ブランブル家（ハリネズミファミリー）
- お父さん：モーティマー・ブランブル
- お母さん：エレノア・ブランブル
- 男の子：マックスウェル・ブランブル
- 女の子：アビゲール・ブランブル
- 赤ちゃん：ビルベリー・ブランブル
- ふたごちゃん：ハニー・ブランブル、ヘーゼル・ブランブル

#### アルパイン家（ゆきヒョウファミリー）
- お父さん：ジェラルド・アルパイン
- お母さん：ホープ・アルパイン
- 赤ちゃん：ララ・アルパイン、ルミ・アルパイン

#### ビスケット家（ビスケットクマファミリー）
- お父さん：ロイド・ビスケット
- お母さん：エレナ・ビスケット
- 男の子：テオ・ビスケット
- 女の子：モリー・ビスケット
- 赤ちゃん：ノア・ビスケット、エミリー・ビスケット、エリオ・ビスケット

#### サンフラワー家（ハムスターファミリー）
- お父さん：トビー・サンフラワー
- お母さん：ペニー・サンフラワー
- 小さい赤ちゃん：サム・サンフラワー、アプトン・サンフラワー、ノラ・サンフラワー

#### シトラス家（シトラスバードファミリー）
- お父さん：エンリケ・シトラス
- お母さん：ラウラ・シトラス
- 赤ちゃん：リオ・シトラス、ジョルディ・シトラス、ミア・シトラス

#### ダルメシアン家（ダルメシアンファミリー）
- お父さん：ポール・ダルメシアン
- お母さん：フィービー・ダルメシアン
- 男の子：マーク・ダルメシアン
- 女の子：スカーレット ダルメシアン
- 赤ちゃん：カール・ダルメシアン

#### カーリー家（カールミミネコファミリー）
- お父さん：クロード・カーリー
- お母さん：シャーロット・カーリー
- お兄さん：マキシム・カーリー
- 男の子：エリオット・カーリー
- 女の子：クロエ・カーリー
- 赤ちゃん：バロウ・カーリー、マロウ・カーリー

#### スノーボール家（シマエナガファミリー）
- お父さん：クラウス・スノーボール
- お母さん：ノーラ・スノーボール
- みつごちゃん：チャーピー・スノーボール、ダーナ・スノーボール、ニーナ・スノーボール
- 赤ちゃん：ヒュー・スノーボール、ピア・スノーボール、アーロ・スノーボール

### おともだち
- 女の子（シルバーポニー）：ジゼル・シルバー
- 女の子（マロンポニー）：ベラ・チェストナッツ

### 街に住む仲間
- シナモンウサギのお兄さん：ウィリアム・シナモン
- ライオンのピアニスト：ライオネル・グランド

## 英国版人形アニメ
1985年エポック社の企画により、シルバニアファミリー製品の外国輸出プロモーションと市場拡販を意図に製作された人形アニメーション作品。カラー16ミリフィルムによるスタジオ撮影のいわゆる「コマ撮りアニメ」形式の実写人形アニメーション作品。撮影はクローズアップレンズを使用した手の込んだ物で、美術造形にも予算が掛けられており美しく可愛い映像を見ることができる。声優は一人の「語り手」がナレーションと主な登場人物の声を担当している。なお、この作品に使用されている背景音楽（劇伴）はこの作品オリジナルである。企画・制作は1985年で、長らくソフト化がされなかったが2004年に最新のデジタル技術でフィルムをレストア後にフレアーレジャープロダクツ社から初のDVDが発売され、2006年アビーホームメディアからDVDが再発売された。

### 作品形態など
- 全4話、各話約10分、カラー、16ミリフィルム製作、スタンダード4:3画角、本編約40分（10分×4話）、モノラル音声
- オープニング：1カット処理による撮影、エンディング：約30秒の短尺人形アニメーション
- DVDリージョンコード2（日本、西ヨーロッパ、中央ヨーロッパ、エジプト、フランス保護領、中東諸国、グリーンランド、レソト、南アフリカ、スワジランド向け）

### スタッフ
- 脚本：パット・ロスナー
- 演出・実写監督：JO、マーティン・ポーレン
- 音楽：ハーバート・チャペル
- 撮影助手：ポール・ストリート
- 美術造形：ポーリン・ロンドンプロダクション、サイモン・バーゲス
- フィルム編集：ロブ・ダンバー
- プロデューサー：バリー・エドワード
- エクゼクティブプロデューサー：グラハム・キャトルバック
- 語り（声優）：バーナード・クリビンズ（※一名の声優がナレーションと本編の主なキャラクターをアフレコしている形式）

### サブタイトル
1. 幸運のマスコット
2. 休日のキャンプ
3. フェアーで楽しもう
4. 幸せの四つ葉のクローバー

※2015年現在、これら4話を一括収録したDVDビデオソフトが外国市場では入手可能であるが、日本国内に於いては著作権の関係上、発売・販売が一切行われていない。

## 欧米版アニメ
1987年10月から約一年間の期間を経て、株式会社DIC（DICアニメーションシティ、現在は消滅）と東京ムービー（現・トムス・エンタテインメント）との日・米・欧合作作品として『シルバニアファミリー・ジ・アニメーション』が各話11分、合計26本のTV用アニメーションとして製作され、コカコーラ・テレコミュニケーションズが代理店窓口となり、北米のシンジーケーションルートでテレビ放映、合わせて劇場版の公開も行われた。
本作は、同時期にバンダイがTONKA社と米国で展開していた「メイプルタウン物語」（企画製作：東映動画）に対抗する意図と、シルバニアファミリーブランドの米国・欧州市場での拡販とプロモーションを意図して製作されたものだった。しかし、合作作品というハードルの高さから、必ずしもエポック社が意図した世界観を反映した作品にはならなかった。
1988年9月から1989年1月までの間、米国シンジケーション系テレビ局にて1回1話ずつ、計26回シリーズとして放映され、1989年3月から「ゴールデンブックビデオ」ブランドでVHSソフトが発売された。
また、同アニメ作品の著作権はエポック社が有しているもののアニメ製作自体の権利と販売権はDICアニメーションシティ社が有している。これらはエポック社の社史に正式記載はされておらず、日本国内でのテレビ放送や劇場公開、ソフト化は著作権の都合により一切行われていない。

### テレビシリーズ
- 1987年、1988年製作、1988年から1989年CBS系ローカル局など北米シンジケーションルートの地上波局でテレビ放映。
- 放映時尺数：約11分
- 放映話数：全26回、全26本（放送局によっては2本立て全13回の場合もあり）
- カラー、35ミリフィルム製作、磁気音声モノラル
- 放映時マザー：1吋タイプC VTR
- リピート可否：本放映のみ、リピート（再放映）なし

#### 主なスタッフ
- エグゼクティブ・プロデューサー：アンディ・ヘイワード
- スーパーバイザー：ロビー・ロンドン
- プロデューサー：片山哲雄（DIC東京オフィス）
- 脚本：チャーリー・ウィルカーソン 他
- 音楽：シュキ・レヴィ（DIC）、ハイム・サバン（サバン・エンターテイメント）
- 演出：赤川滋、戸板博史（DIC東京オフィス）
- 協力：コレコ・インダストリーズカンパニー
- 制作協力：エポック社、東京ムービー
- 代理店：コカコーラ・テレコミュニケーションズ
- アニメーション製作：東京ムービー（現トムスエンタテインメント）
- 制作：DIC（DICアニメーションシティ）
- 製作著作：DIC（DICアニメーションシティ）

### 劇場版
- 1986年、1987年製作、1987年北米にて限定館数にて上映・公開。
- 上映尺数：約74分
- カラー、35ミリフィルム製作、光学音声モノラル

#### 主なスタッフ（劇場版）
- エグゼクティププロデューサー：アンディ・ヘイワード
- スーパーバイザー＆プロデューサー：ロビー・ロンドン
- 演出（監督）：クリスチャン・チョーケット
- アニメーションディレクター：寺田和男
- スーパーバイザー：ジェームズ・A・サイモン
- プロダクションスーパーバイザー：ウィニー・チャフィー
- DIC側プロデューサー：片山哲雄
- DIC側マネジャー：赤川滋、戸板博史
- DIC側コーディネーター：武井康弘、大月博信
- 音楽：シュキ・レヴィ、ハイム・サバン
- フォーマット編集：ラーズ・フローデン
- VTR編集：アンソニー・ラーク
- リレコーディングエンジニア：ミシェル・マンティーニ
- シーンデザイン：吉原和介
- 制作協力：DICアニメーションシティサービス、株式会社エポック社
- アニメーション製作：東京ムービー新社
- 制作：エポック社、コカコーラ・テレコミュニケーションズ、DICアニメーションシティ
- 製作著作：DIC（DICアニメーションシティ）

### ビデオソフト
テレビ放映の半年後から一年後に、北米国内のみで1本あたり2話収録、全13巻の形式で「ゴールデンブックス」レーベルによってVHSソフト化が行われたが現在廃盤。テレビアニメーションと劇場版アニメーションは共に著作権がDICにあるため、DICの倒産後に債権、あるいは何らかの形で原盤が米国内と欧州圏のビデオソフト製作会社に渡り、2015年現在も「子供用、幼児向けのDVDソフト」として複数のビデオレーベルから発売され続けている状況である。それらのDVDソフトの中には前述の「ゴールデンブックス」レーベルと同一の映像原版を転用している物や、マスター原版からの再ダビングなどを繰り返した後にDVD化した「海賊盤」に近い形の低画質品質のソフトも含まれている。これらのDVDソフトはリージョンコードの違いや映像方式が日本国内のアナログ標準テレビ信号のNTSCではなくPAL(M-PAL)方式の為、日本国内での視聴には対応の再生環境が必要である。

## ビデオ紙芝居
1989年7月、エポック社の自社製作によるビデオソフト『シルバニアファミリービデオ』を玩具店のルートで発売した。紙芝居形式のビデオ作品で、動きが少なく低年齢層向けにじっくりと見ることができるつくりである。各巻4話ずつ話が収録されており、1話当り約3分ほどで、1巻当りのトータル尺は約15分。なお、この作品は(株)小学館 小学四年生連載の「シルバニアファミリースペシャル 大きな森の小さな仲間たち」を基に構成した物で、スタジオで実物の人形（フロッキー人形）をビデオで撮影を行った後にVTR編集をしてから、静止画やイラストも挿入し紙芝居形式で映像化している作品である。また、各巻末には映像特典として過去のシルバニアファミリーのテレビコマーシャルフィルムと、新商品告知、他の話数の予告編などが収録されている。

### 作品リスト
※全4巻を発売。各巻4話ずつ収録、各巻トータル約15分、VHS方式、Hi-Fi MONO、希望小売価格は各1480円(税抜き)。
1. クシャミと初恋
2. むちゅうになって
3. 雪の森のうちあけ話
4. 花せっけん

### スタッフ（ビデオ紙芝居）
※スタッフは第1巻 - 第4巻共通。
- 脚本：鈴木悦夫
- 美術：加藤晃
- 撮影：真木英寿
- 構成：中野義英
- ビデオ演出：栗田明
- 協力：青二プロダクション
- 製作・著作：株式会社エポック社

### 声の出演
小山茉美、龍田直樹、屋良有作、三田ゆう子、野田圭一（青二プロダクション）

## アニメ（2007年）
2007年、大手総合商社・伊藤忠商事がエポック社、日本コロムビア、小学館とアニメ製作委員会を作り、3DCGアニメーションを製作。2011年8月現在、全3話で製作は中止。前述通りDVDソフトとして発売したほか、キッズステーションでも再放送を含めて何度か放送された。

### キャスト
オリジナル版（日本語版）におけるキャラクター名と声の出演者を記載した。DVDソフトには英語吹き替え版も収録されている。
- みるくウサギちゃん：川上とも子
- くるみリスちゃん：長谷川明子
- シマネコちゃん：植田佳奈
- マロンイヌくん：宮田幸季
- クマくん：山田ふしぎ
- キツネちゃん：水橋かおり
- キツネくん/みるくウサギくん：西村ちなみ（二役）
- くるみリスくん：松元恵
- シマネコくん：大本眞基子
- クリームネコちゃん：前田愛
- わたウサギくん：氷青
- くるみリスのお母さん/ショコラウサギちゃん：岡本麻弥（二役）
- みるくウサギお母さん: 水落幸子
- キツネお父さん: 菅原淳一
- みるくウサギお父さん: 髙階俊嗣
- クリームネコお父さん: 麻生智久
- マロンイヌ先生：梁田清之
- くるみリスお父さん：山寺宏一

### スタッフ（2007年）
- 原作：エポック社
- ストーリー原案：小高宏子
- プロデューサー：川口孝司、村井由美子
- 脚本：武藤京
- 音楽：亀山耕一郎
- 監督：高村彰
- アニメーション制作：ダイナメソッド
- アニメーション制作協力：スタジオ・ザイン、GIMC（#1・#2のみ）、OGAMOO（#1・#2のみ）
- 制作著作：『シルバニアファミリー』アニメ製作委員会（エポック社、伊藤忠商事、コロムビアミュージックエンタテインメント、小学館）

### 主題歌
オープニングテーマ「シルバニアファミリー」
歌：吉田仁美
作詞：工藤順子、作曲：遊佐未森、編曲：亀山耕一郎
エンディングテーマ「明日になぁれ♪」
歌：シルバニアのおともだち（川上とも子・長谷川明子・宮田幸季・山田ふしぎ・水橋かおり・岡本麻弥）
作詞：友利歩未、作・編曲：亀山耕一郎

### 作品リスト
物語は1話完結、2011年2月時点で、全3話。DVDには1巻1話収録。全3巻発売、各2500円。
1. ドキドキいたずらマジック
2. プリンセスにあこがれて
3. 流れ星のおくりもの

## アニメ（2017年 - 2020年）
『シルバニアファミリー ミニストーリー』（Season1）が2017年10月7日から12月23日までテレビ東京にて毎週土曜朝6時54分からの5分枠で放送された。シルバニアファミリー公式YouTubeチャンネル、dアニメストアでネット配信中。全12回。ナレーションは恒松あゆみ。
Season2が2018年10月から12月までTOKYO MX、テレビ神奈川にて放送された。TOKYO MXのみ2019年1月2日朝「シルバニアファミリーアニメ シーズン2一挙放送」のタイトルで全12話が約37分の連続枠で再放送され、2019年7月から9月末までシーズン2の再々放送（二度目のリピート）が行われた。シルバニアファミリー公式YouTubeチャンネル、Amazon Prime Video、dアニメストアでネット配信中。2021年の再放送から『シルバニアファミリー ミニストーリー アイビー』の副題が付くようになる。
Season3に相当する『シルバニアファミリー ミニストーリー クローバー』が2019年10月3日からTOKYO MXで開始し、サンテレビでは10月6日から放送を開始した。放送地域外向けには「エムキャス」でTOKYO MXでの放送終了から一週間の間だけ配信が行われている。2020年7月9日から9月23日までTOKYO MXで再放送され、この放送より呼称が種族名から個人名に変更された。2021年4月25日よりTwellVで放送される。dアニメストアでネット配信中。全12回。
Season4『シルバニアファミリー ミニストーリー ピオニー』が2020年10月1日よりTOKYO MXで放送。全12回。Season3クローバーに引き続きエムキャスにて同時配信および一週間の見逃し配信を行っている。2021年1月3日よりTwellVで放送される。シルバニアファミリー公式YouTubeチャンネル、Amazon Prime Video、dアニメストアでネット配信中。2021年7月15日から9月30日までTOKYO MXにて再放送。全12回。
2021年10月からTOKYO MXとサンテレビにてこれまでの全シリーズを各4回話ずつ再放送した。TOKYO MXではSeason1は初放送、サンテレビではSeason3クローバー以来の放送となる。再放送に続いて12月30日にはWEBで配信されていた『空飛ぶみんなの大きな夢』を放送した。全13回。
2022年8月から【夏休み特別企画】9月6日は【特別放送】9月13日以降は【新作放送記念】と銘打って、TOKYO MXにてこれまでの全シリーズを各8回話ずつ再放送。さらに9月13日に『空飛ぶみんなの大きな夢』『夢膨らむあこがれのまち』、9月20日には『シルバニア村のたからもの』が放送される。

### キャスト（2017年 - 2020年）
※表記はシーズン3本放送まで/シーズン3再放送より
ショコラウサギファミリー / チョコレート一家
ショコラウサギちゃん / フレアちゃん
声 - 種﨑敦美
ショコラウサギちゃんの男の子 / ココくん
声 - 芹澤優
ショコラウサギちゃんの赤ちゃん / クレムちゃん
声 - 上坂すみれ
ショコラウサギちゃんのお父さん / フレイジャーさん
声 - 川島得愛
ショコラウサギちゃんのお母さん / テリーさん
声 - 阿澄佳奈
ショコラウサギちゃんのふたごちゃん
声 - 種﨑敦美、古木のぞみ
ショコラウサギのお姉さん / ステラさん
声 - 柚木涼香
ショコラウサギのおじいさん / リースさん
声 - 鈴木清信
ショコラウサギのおばあさん/パトリシアさん
声 - 小林希唯

くるみリスファミリー / ウォールナッツ一家

くるみリスくん / ラルフくん
声 - 古木のぞみ
くるみリスちゃん
声 - 久保田梨沙
くるみリスの赤ちゃん / アンブローズくん
声 - 恒松あゆみ
くるみリスのお母さん
声 - 古木のぞみ
くるみリスのお父さん
声 - 土田大

シルクネコファミリー / ゴライトリー一家

シルクネコちゃん / ティファニーちゃん
声 - 伊達朱里紗
シルクネコの赤ちゃん / ギリーちゃん
声 - 伊達朱里紗
シルクネコのお姉さん / ルルさん
声 - 水野理紗

トイプードルファミリー / ケーキブレッド一家

トイプードルちゃん / メリンダちゃん
声 - 河原木志穂
トイプードルのお姉さん / ローラさん
声 - 矢野亜沙美
トイプードルの赤ちゃん
声 - 矢野亜沙美
トイプードルのお母さん
声 - 矢野亜沙美

クマファミリー / ペティート一家

クマくん / ピアーズくん
声 - 下田レイ
クマの赤ちゃん / ジェイソンくん
声 - 柴田芽衣
クマのお父さん
声 - 宇垣秀成
クマのお母さん
声 - 小林希唯

みるくウサギファミリー / ペリーウィンクル一家

みるくウサギのお母さん / ケイトさん
声 - 恒松あゆみ
みるくウサギのお父さん / アレックスさん
声 - 神尾晋一郎
みるくウサギの赤ちゃん / ヘンリーくん
声 - 山下七海
みるくウサギのお姉さん / キャサリンさん
声 - 小林希唯

シマネコファミリー / サンディー一家

シマネコくん / シェーンくん
声 - 山村響
シマネコちゃん
声 - 上坂すみれ
シマネコの赤ちゃん / アプリコットちゃん
声 - 山村響
シマネコのお母さん
声 - 山村響

メイプルネコファミリー / メープル一家

メイプルネコのお父さん / セオドアさん
声 - 若林佑/神尾晋一郎
メイプルネコのお母さん
声 - 下田レイ
メイプルネコのお姉さん / ミランダさん
声 - 古木のぞみ

マシュマロネズミファミリー / マシュマロ一家

マシュマロネズミの女の子 / キャサリンちゃん
声 - 山下七海
マシュマロネズミの男の子 / クリストファーくん
声 - 久保田梨沙
マシュマロネズミのお父さん / バーナードさん
声 - 若林佑/神尾晋一郎
マシュマロネズミのお母さん / ビアンカさん
声 - 久保田梨沙

チャコールネコファミリー / マーロウ一家

チャコールネコちゃん / ローズちゃん
声 - 矢野亜沙美
チャコールネコのお姉さん / フェリシアさん
声 - 下田レイ/恒松あゆみ

ペルシャネコファミリー / ペルシアン一家

ライラちゃん
声 - 伊達朱里紗
スカイちゃん
声 - 古木のぞみ
ペルシャネコのお姉さん / アリシアさん
声 - 河原木志穂
ペルシャネコの赤ちゃん / ライアンくん
声 - 山下七海
ペルシャネコのお父さん / ルーカスさん
声 - 森川智之
ペルシャネコのお母さん / ダーンさん
声 - 阿澄佳奈

ハリネズミちゃん / アビゲールちゃん
声 - 柴田芽衣

街に住むなかま

ライオンさん
声 - 若林佑 / 神尾晋一郎
シナモンウサギのお兄さん / ウィリアムさん
声 - 櫻井孝宏

### スタッフ（2017年 - 2020年）
- 原作・企画 - エポック社
- 監督 - 神谷桃子
- CGディレクター - 神谷桃子
- テクニカルディレクター - 河野貴弘
- プロデューサー - 山田国寿
- 制作 - SMDE（小学館ミュージック＆デジタル エンタテイメント）

### 各話リスト（2017年 - 2020年）
| 話数                 | サブタイトル                               | 脚本            | 絵コンテ            | 演出                | 放送日         |
| Season 1             | Season 1                                   | Season 1        | Season 1            | Season 1            | Season 1       |
| -------------------- | ------------------------------------------ | --------------- | ------------------- | ------------------- | -------------- |
| 第1話                | ショコラウサギちゃんとみんなの夢           | 水月秋          | 神谷桃子            | 神谷桃子            | 2017年 10月7日 |
| 第2話                | 秘密のツリーハウスツアー！                 | 水月秋          | 神谷桃子            | 神谷桃子            | 10月14日       |
| 第3話                | いつもにぎやかショコラウサギファミリー     | 水月秋          | 竹谷和真            | 神谷桃子            | 10月21日       |
| 第4話                | ハロウィン大作戦！                         | 水月秋          | 作田ハズム          | 神谷桃子            | 10月28日       |
| 第5話                | お誕生日ケーキ・プレゼントレース           | 水月秋          | 神谷桃子            | 神谷桃子            | 11月4日        |
| 第6話                | 大きな海でバケーション！                   | 水月秋          | 竹谷和真            | 神谷桃子            | 11月11日       |
| 第7話                | すてきな街のショコラウサギのお姉さん       | 水月秋          | 神谷桃子            | 神谷桃子            | 11月18日       |
| 第8話                | お誕生日の素敵な魔法                       | 水月秋          | 作田ハズム 神谷桃子 | 神谷桃子            | 11月25日       |
| 第9話                | お姉さんたちのドリーム・デート！           | 水月秋          | 神谷桃子            | 神谷桃子            | 12月2日        |
| 第10話               | たすけて！トイプードルちゃん               | 水月秋          | 作田ハズム          | 神谷桃子            | 12月9日        |
| 第11話               | どきどき演奏会                             | 水月秋          | 神谷桃子            | 神谷桃子            | 12月16日       |
| 第12話               | お姉さんたちのドリーム・プレゼント！       | 水月秋          | 神谷桃子            | 神谷桃子            | 12月23日       |
| Season 2             |                                            |                 |                     |                     |                |
| 第1話                | おはよう！ショコラウサギファミリー！       | 水月秋          | 神谷桃子            | 神谷桃子            | 2018年 10月3日 |
| 第2話                | わくわく！森のたのしいようちえん！         | 水月秋          | 竹谷和真 神谷桃子   | 神谷桃子            | 10月10日       |
| 第3話                | みんなの憧れ 街のすてきなカップル          | 水月秋          | 神谷桃子            | 神谷桃子            | 10月17日       |
| 第4話                | 助けて！森のお助け隊！                     | 水月秋          | 神谷桃子            | 神谷桃子            | 10月24日       |
| 第5話                | わくわく！赤ちゃん演奏会！                 | 水月秋          | 神谷桃子            | 神谷桃子            | 10月31日       |
| 第6話                | メイプルネコさんの探しもの                 | 水月秋          | 神谷桃子            | 神谷桃子            | 11月7日        |
| 第7話                | お兄ちゃんを追いかけて                     | 水月秋          | 神谷桃子            | 神谷桃子            | 11月14日       |
| 第8話                | ショコラウサギのお姉さんのお仕事ダイアリー | 水月秋          | 神谷桃子            | 神谷桃子            | 11月21日       |
| 第9話                | ツリーハウスの謎                           | 水月秋          | 神谷桃子            | 神谷桃子            | 11月28日       |
| 第10話               | ハリネズミちゃん、街へ行く                 | 水月秋          | 神谷桃子            | 神谷桃子            | 12月5日        |
| 第11話               | わくわく！赤ちゃんおゆうぎ会！             | 水月秋          | 神谷桃子            | 神谷桃子            | 12月12日       |
| 第12話               | うきうき！おめかしタイム！                 | 水月秋          | 神谷桃子            | 神谷桃子            | 12月19日       |
| クローバー(Season 3) |                                            |                 |                     |                     |                |
| 第1話                | チョコレート一家のピクニック               | SMDE            | 神谷桃子            | 神谷桃子            | 2019年 10月3日 |
| 第2話                | ドタバタ！たのしいピザ作り                 | SMDE            | 神谷桃子            | 神谷桃子            | 10月10日       |
| 第3話                | たいへん！家出しちゃった!?                 | SMDE            | 神谷桃子            | 神谷桃子            | 10月17日       |
| 第4話                | わたしはお姉ちゃん！                       | SMDE            | 神谷桃子            | 神谷桃子            | 10月24日       |
| 第5話                | あこがれのおへや作り！                     | SMDE            | 神谷桃子            | 神谷桃子            | 10月31日       |
| 第6話                | お姉さんたちのファッションショー           | SMDE            | 神谷桃子            | 神谷桃子            | 11月7日        |
| 第7話                | 月のようせい                               | SMDE            | 神谷桃子            | 神谷桃子            | 11月14日       |
| 第8話                | サプライズプレゼント                       | SMDE            | 神谷桃子            | 神谷桃子            | 11月21日       |
| 第9話                | 園長先生のお誕生日パーティ その1           | SMDE            | 神谷桃子            | 神谷桃子            | 11月28日       |
| 第10話               | 園長先生のお誕生日パーティ その2           | SMDE            | 神谷桃子            | 神谷桃子            | 12月5日        |
| 第11話               | すてきな記念日                             | SMDE            | 神谷桃子            | 神谷桃子            | 12月12日       |
| 第12話               | いつもなかよし、チョコレート一家！         | SMDE            | 神谷桃子            | 神谷桃子            | 12月19日       |
| ピオニー(Season 4)   |                                            |                 |                     |                     |                |
| 第1話                | いつだってレッスン！                       | 米内山陽子      | 片山公美子 神谷桃子 | 片山公美子 神谷桃子 | 2020年 10月1日 |
| 第2話                | ハッピーイースター！                       | 鈴森ゆみ        | 神谷桃子            | 神谷桃子            | 10月8日        |
| 第3話                | ドタバタ☆ペルシアン一家                    | 三宅隆太 水月秋 | 片山公美子 神谷桃子 | 片山公美子 神谷桃子 | 10月15日       |
| 第4話                | ドキドキ！ホラーナイト!?                   | 米内山陽子      | 阿部明日香 神谷桃子 | 阿部明日香 神谷桃子 | 10月22日       |
| 第5話                | 名探偵フレア                               | 米内山陽子      | 神谷桃子            | 神谷桃子            | 10月29日       |
| 第6話                | フォトジェニック・タウン                   | 米内山陽子      | 片山公美子 神谷桃子 | 片山公美子 神谷桃子 | 11月5日        |
| 第7話                | ねがいを叶えて！まほうのクッキー           | 鈴森ゆみ        | 神谷桃子            | 神谷桃子            | 11月12日       |
| 第8話                | シロップパーティ                           | 米内山陽子      | 神谷桃子            | 神谷桃子            | 11月19日       |
| 第9話                | キャンプ大ピンチ                           | 鈴森ゆみ        | 阿部明日香 神谷桃子 | 阿部明日香 神谷桃子 | 11月26日       |
| 第10話               | ステップ バイ ステップ                     | 神谷桃子        | 片山公美子 神谷桃子 | 片山公美子 神谷桃子 | 12月3日        |
| 第11話               | 仮面パーティへようこそ                     | 神谷桃子        | 神谷桃子            | 神谷桃子            | 12月10日       |
| 第12話               | 赤ちゃんがやってくる！                     | 神谷桃子        | 神谷桃子            | 神谷桃子            | 12月17日       |

### 放送局
| 放送期間                  | 放送時間           | 放送局     | 対象地域   |
| ------------------------- | ------------------ | ---------- | ---------- |
| 2017年10月07日 - 12月23日 | 土曜 06:54 - 07:00 | テレビ東京 | 関東広域圏 |

| 放送期間                  | 放送時間           | 放送局       | 対象地域 |
| ------------------------- | ------------------ | ------------ | -------- |
| 2018年10月03日 - 12月19日 | 水曜 19:55 - 20:00 | TOKYO MX     | 東京都   |
| 2018年10月06日 - 12月22日 | 土曜 08:25 - 08:30 | テレビ神奈川 | 神奈川県 |

| 放送期間                  | 放送時間           | 放送局      | 対象地域     |
| ------------------------- | ------------------ | ----------- | ------------ |
| 2019年10月03日 - 12月19日 | 木曜 19:26 - 19:30 | TOKYO MX    | 東京都       |
| 2019年10月06日 - 12月22日 | 日曜 11:54 - 11:57 | サンテレビ  | 兵庫県       |
| 2021年04月25日 - 07月11日 | 日曜 21:55 - 22:00 | BS12 TwellV | 日本全域     |
| 2021年04月26日 - 07月12日 | 月曜 07:57 - 08:00 | BS12 TwellV | リピート放送 |

| 放送期間                  | 放送時間           | 放送局      | 対象地域 | 備考         |
| ------------------------- | ------------------ | ----------- | -------- | ------------ |
| 2020年10月01日 - 12月17日 | 木曜 19:26 - 19:30 | TOKYO MX    | 東京都   |              |
| 2021年01月03日 - 04月18日 | 日曜 21:55 - 22:00 | BS12 TwellV | 日本全域 | 3月は休止    |
| 2021年01月04日 - 04月19日 | 月曜 07:57 - 08:00 | BS12 TwellV |          | リピート放送 |

| 放送期間                  | 放送時間           | 放送局     | 対象地域 |
| ------------------------- | ------------------ | ---------- | -------- |
| 2021年10月07日 - 12月30日 | 木曜 19:22 - 19:34 | TOKYO MX   | 東京都   |
| 2021年10月08日 - 12月31日 | 金曜 07:00 - 07:15 | サンテレビ | 兵庫県   |
| 2022年08月02日 -          | 火曜 19:00 - 19:25 | TOKYO MX   | 東京都   |

### Webアニメ
『シルバニア村のたからもの』（第1話） - 2016年12月16日よりYouTubeにて配信。
『夢膨らむあこがれのまち』（第2話） - 2017年4月6日よりYouTubeにて配信。2022年9月13日に地上波にて放送。
『空飛ぶみんなの大きな夢』（第3話） - 2019年4月26日よりYouTubeにて配信。2021年12月30日、2022年9月13日に地上波にて放送。

## アニメ（2022年 - ）
フル3DCGで描かれる『シルバニアファミリー フレアのハッピーダイアリー』が2022年10月から12月まで放送。
『シルバニアファミリー フレアのゴー・フォー・ドリーム!』が2023年7月から10月まで放送。

### キャスト（2022年 - ）
親友3にん組

フレア
声 - 山根綺
ライラ
声 - 田中沙耶
ラルフ
声 - 村上まどか

おともだち

メリンダ
声 - 角倉英里子
クリストファー
声 - 藤原夏海
ピアーズ
声 - 春瀬なつみ
アビゲール
声 - 川上千尋
スカイ(ライラの双子の姉妹)
声 - 川口莉奈
シャンテール
声 - 村上まどか
ポーリーン
声 - 角倉英里子
ハイデン(ポーリーンの兄弟)
声 - 川口莉奈
サリー
声 - 羊宮妃那
レベッカ
声 - 津田美波

クレムとおともだち

クレム(フレアの妹)
声 - 和多田美咲
ライアン(ライラの弟)
声 - 斉藤明日美
アンブローズ(ラルフの弟)
声 - 長江里加
ジェイソン(ピアーズの弟)
声 - 羊宮妃那
グロリア(シャンテールの妹)
声 - 村上まどか
ヘンリー(レベッカの弟)
声 - 斉藤明日美
アプリコット(シマネコの赤ちゃん)
声 - 吉村那奈美
クララ(パンダの赤ちゃん)
声 - 角倉英里子
マイロ(メリンダの弟)
声 - 春瀬なつみ
ギリー(シルクネコの赤ちゃん)
声 - 名取舞
アンジェリカ(チャコールネコの赤ちゃん)
声 - 吉村那奈美

ショコラウサギのチョコレート一家

ココ（フレアの弟 クレムの兄）
声 - 大空直美
フレイジャー（フレアのお父さん）
声 - 赤羽根健治
テリー（フレアのお母さん）
声 - 伊藤かな恵
ケイブ（クレムの弟 ふたごちゃん）
声 - 長江里加
ブリーズ（クレムの妹 ふたごちゃん）
声 - 長江里加
フィリップ（フレアたちの末弟 みつごちゃん）
声 - 羊宮妃那
フローラ（フレアたちの末妹 みつごちゃん）
声 - 吉村那奈美
フォーナ（フレアたちの末妹 みつごちゃん）
声 - 春瀬なつみ
リース（フレアのお祖父さん）
声 - 大川透
パトリシア（フレアのお祖母さん）
声 - 森川あさひ
ステラ（フレアのお姉さん）
声 - 広瀬ゆうき

ペルシャネコのペルシアン一家

ルーカス（ライラのお父さん）
声 - 福島潤
ダーン（ライラのお母さん）
声 - 須藤祐実
レイヤー（ライアンの妹）
声 - 森川あさひ
ブレア（レイヤーの妹 みつごちゃん）
声 - 斉藤明日美
ブレイク（レイヤーの弟 みつごちゃん）
声 - 広橋涼
ブリアナ（レイヤーの妹 みつごちゃん）
声 - 川上千尋

くるみリスのウォールナッツ一家

ヤドリ―（ラルフのお母さん）
声 - 広橋涼

トイプードルのケーキブレッド一家

ベロニカ（メリンダのお母さん）
声 - 森川あさひ 
ローラ（メリンダのお姉さん）
声 - 相馬優

マシュマロネズミのマシュマロ一家

バーナード（クリストファーのお父さん）
声 - 寺崎千波也
ステファニー（クリストファーのお姉さん）
声 - 海音
メリー（クリストファーの妹 みつごちゃん）
声 - 須藤祐実
エドワード（クリストファーの弟 みつごちゃん）
声 - 藤原夏海
エリザベス（クリストファーの妹 みつごちゃん）
声 - 伊藤かな恵

ほしぞらネコのミッドナイト一家

ジェームズ（シャンテールのお父さん）
声 - 村上まどか
レジー（一番下の赤ちゃん）
声 - 村上まどか

みるくウサギのペリーウィンクル一家

アレックス（お父さん）
声 - 寺崎千波也
ケイト（お母さん）
声 - 長江里加
ジェイミー（ヘンリーの弟）
声 - 川口莉奈

パンダのプーキー一家

ウォルター（お父さん）
声 - 落合福嗣

しろウサギのスノー一家

エミリア
声 - 名取舞

ポニーのメインリー一家

セラフィナ（サリーのお母さん）
声 - Lynn

ヒツジのデール一家

バーバラ（お母さん）
声 - 森川あさひ

クマのペティート一家

パトリック（ピアーズのお父さん）
声 - 高橋直純

街に住むなかま

ウィリアム（シナモンウサギのお兄さん）
声 - 島﨑信長

ミランダ（メイプルネコのお姉さん）
声 - 高杉理奈

その他

おばけちゃん
声 - 春瀬なつみ

### スタッフ（2022年 - ）
- 原作・企画 - エポック社[25]
- シリーズ構成 - 鈴森ゆみ、三浦有為子[25]
- 脚本 - 三浦有為子、鈴森ゆみ、篠塚智子[25]
- 絵コンテ - 古谷渓一郎、関和也[25]
- CGディレクター - 梅野大輔[25]
- アシスタント3DCGディレクター - 高野日向、岩田海斗[25]
- 音楽 - 野中“まさ”雄一[25]
- 音響効果 - 丹愛[25]
- 録音 - 武岡博紀[25]
- サウンド・ミキサー - 都澤健太[25]
- 音響監督 - 児玉拓己[25]
- 音響制作 - HEAD OFF[25]
- 演技事務 - 後藤慎人[25]
- 制作 - LandQ Studios[25]
- 監督 - 河原真明[25]
- プロデューサー - 佐々木塁、金井康則[25]
- オーガナイザー - 奥田良博[25]
- 製作 - エポック社[25]
- 製作総指揮 - 前田道裕[25]

### 各話リスト（2022年 - ）
| 話数                            | サブタイトル                        | 脚本                       | 絵コンテ                   | 放送日                     |
| フレアのハッピーダイアリー      | フレアのハッピーダイアリー          | フレアのハッピーダイアリー | フレアのハッピーダイアリー | フレアのハッピーダイアリー |
| ------------------------------- | ----------------------------------- | -------------------------- | -------------------------- | -------------------------- |
| 第1話                           | フレア・チョコレートのマジック      | 三浦有為子                 | 古谷渓一郎                 | 2022年 10月6日             |
| 第2話                           | オープン！森のこどもパン屋さん      | 鈴森ゆみ                   | 古谷渓一郎                 | 10月13日                   |
| 第3話                           | わたしの親友 ライラ・ペルシアン     | 篠塚智子                   | 関和也                     | 10月20日                   |
| 第4話                           | ホーンテッドハウスへようこそ        | 鈴森ゆみ                   | 古谷渓一郎                 | 10月27日                   |
| 第5話                           | ラルフ・ウォルナットの夏の日        | 篠塚智子                   | 古谷渓一郎                 | 11月3日                    |
| 第6話                           | 仲なおり大作戦                      | 三浦有為子                 | 古谷渓一郎                 | 11月10日                   |
| 第7話                           | やってきました！ゆめいろゆうえんち  | 鈴森ゆみ                   | 古谷渓一郎                 | 11月17日                   |
| 第8話                           | ベイビーベイビートーク              | 鈴森ゆみ                   | 関和也                     | 11月24日                   |
| 第9話                           | 憧れのバイオリン                    | 三浦有為子                 | 古谷渓一郎                 | 12月1日                    |
| 第10話                          | ふしぎな花                          | 篠塚智子                   | 古谷渓一郎                 | 12月8日                    |
| 第11話                          | 輝け！シルバニア村（前編）          | 三浦有為子                 | 古谷渓一郎                 | 12月15日                   |
| 第12話                          | 輝け！シルバニア村（後編）          | 三浦有為子                 | 古谷渓一郎                 | 12月22日                   |
| 特別編                          | バースデイプレゼント                | 三浦有為子                 | 古谷渓一郎                 | 12月29日                   |
| フレアのゴー・フォー・ドリーム! |                                     |                            |                            |                            |
| 第1話                           | 夢がかなう絵本                      |                            |                            | 2023年 7月6日              |
| 第2話                           | なかなおりサイクル                  |                            |                            | 7月13日                    |
| 第3話                           | ビューティーヘアサロンで大へんしん  |                            |                            | 7月20日                    |
| 第4話                           | ミスターWXからのちょうせんじょう    |                            |                            | 7月27日                    |
| 第5話                           | 夜のおさんぽ                        |                            |                            | 8月3日                     |
| 第6話                           | ライラにびっくりプレゼント          |                            |                            | 8月10日                    |
| 第7話                           | 一等賞はだれの手に？                |                            |                            | 8月17日                    |
| 第8話                           | 青いケーキのなぞ                    |                            |                            | 8月24日                    |
| 第9話                           | 勇気がでるまほう                    |                            |                            | 8月31日                    |
| 第10話                          | どきどきかくれんぼ大会              |                            |                            | 9月14日                    |
| 第11話                          | 夢で会いましょう                    |                            |                            | 9月21日                    |
| 第12話                          | キラキラ魚さんレスキュー大さくせん! |                            |                            | 9月28日                    |
| 第13話                          | わたしの夢、みんなの夢              |                            |                            | 10月5日                    |

### 放送局（2022年 - ）
| 放送期間                     | 放送時間           | 放送局     | 対象地域 |
| ---------------------------- | ------------------ | ---------- | -------- |
| 2022年10月6日 - 12月29日     | 木曜 19:22 - 19:34 | TOKYO MX   | 東京都   |
| 2022年10月9日 - 2023年1月8日 | 日曜 17:00 - 17:15 | サンテレビ | 兵庫県   |

| 放送期間                | 放送時間           | 放送局   | 対象地域 |
| ----------------------- | ------------------ | -------- | -------- |
| 2023年07月6日 - 10月5日 | 木曜 19:22 - 19:34 | TOKYO MX | 東京都   |

インターネットでは、dアニメストア（for Prime Video・ニコニコ支店）にて配信、『ゴー・フォー・ドリーム!』ではTOKYO MX放送と同時に配信を開始している。

## 映画（2023年）
『劇場版 シルバニアファミリー フレアからのおくりもの』は、2023年11月23日に劇場公開された3DCGアニメ映画。監督は小中和哉、脚本は小林弘利。
イオンシネマ限定で赤ちゃんペアセット（ホットドッグとドリンク）の人形付き前売り券が販売された。
前売り券の購入者には、限定のクリアファイルもついてくる。

### キャスト（2023年映画版）
- キャラクター名 - 声の出演者
- フレア・チョコレート - 黒島結菜[35][36]
- ライラ・ペルシアン - 水瀬いのり[35]
- フレイジャー・チョコレート - 日野聡[35]
- ココ・チョコレート - 渡辺明乃[35]
- ラルフ・ウォールナット - 本渡楓[35]
- ステラ・チョコレート - 松岡茉優[35]
- クレム・チョコレート - 村方乃々佳[35]
- ブルース・ハスキー - DAIGO[35]
- テリー・チョコレート - 蒼井優[35]

### スタッフ（2023年映画版）
- 監督 - 小中和哉[35][9]
- 原案 - エポック社[9]
- 脚本 - 小林弘利[35][9]
- 製作総指揮 - 前田道裕[9]
- 企画・プロデュース - 関顕嗣[9]
- プロデューサー - 宮下昇、瀧澤大祐[9]
- アニメーションプロデューサー - 森口博史、二木啓輔[9]
- 音響監督 - 岩浪美和[9]
- 音楽 - 市川淳[9]
- 主題歌 - PUFFY[36]
- 主題歌プロデュース - 奥田民生[36]
- 制作プロダクション - ふればり[9]
- CG制作 - 紺吉[33]
- 配給 - イオンエンターテイメント[33]
- ナレーター - 渡辺美佐[35]
- 製作会社 - 「劇場版　シルバニアファミリー」製作委員会[33]

## 音楽ソフト
シルバニアファミリーの世界観を音楽で表現したソフトがCDでリリースされている。
- エヴリィ・ハッピネス（1992年4月 / BMGビクター）作詞、作曲、歌 / 関有美子

シルバニアファミリー初の公式イメージソング。既収録の「エヴリ・ハッピネス」の元となった原曲とカラオケなどが収録されている。
- シルバニアの森からプレゼント（非売品CD）作詞、作曲、歌 / 三井ゆきこ

「森のおうちへようこそ！」などの楽曲を収録。
- シルバニアファミリー・クラシックコンサート（1995年 / アポロン音楽工業・アポロンミュージック）

シルバニアキャラクターの「おはなし」とクラシック曲などが収録されている。
- シルバニアメロディー（初版1999年：ダイキサウンド＆d-popレコード / 再発版2004年：エポック社）

全11曲、森のマーケットや森のキッチンなどで現在も使用されている楽曲が収録。
シルバニア誕生15周年企画盤。2004年に1年間限定でジャケット装丁を全面改訂し、レーベル印刷も全面改訂をした製品がエポック社単独扱いの数量限定で再発売された。
- シルバニア・クラシック（2001年 / 徳間ジャパン）

「花のワルツ」などのクラシック曲を収録。
- シルバニアメロディー2（2005年 / エポック社、シルバニア20周年記念盤）

全12曲、森のマーケットや森のキッチンなどで現在も使用されている楽曲を収録。
- うたっておどろう！シルバニアファミリー（2010年 / エポック社、シルバニア25周年記念盤、CD+DVDの2枚組）

8曲収録CDと2トラック収録のDVDが同梱されている。
- シルバニアメロディー3（2014年 / エポック社、シルバニア30周年記念盤）

全14曲、森のマーケットや森のキッチンなどで現在使用されている楽曲を収録。

## ゲーム
- マリオのふぉとぴー専用 キャラクター集 シルバニアファミリー（1998年12月4日 / ハギワラシスコム / NINTENDO 64）

NINTENDO64用のオリジナルカード作成ソフトであるマリオのふぉとぴー専用のスマートメディア。
- シルバニアファミリー 〜おとぎの国のペンダント〜（1999年10月15日 / エポック社 / ゲームボーイカラー）

アイボリーウサギの女の子となって、森で出会った妖精が落としたペンダントをおとぎの国まで返しに行くアドベンチャーゲーム。
- シルバニアメロディー 〜森のなかまと踊りましょ!〜（2000年3月17日 / エポック社 / ゲームボーイカラー）

外伝的作品。わたウサギの女の子となって、妖精が落とした「ワタぐものタネを」集めてゆくリズムアクションゲーム。
- シルバニアファミリー 2 〜色づく森のファンタジー〜（2000年12月22日 / エポック社 / ゲームボーイカラー）

アイボリーウサギの女の子となって、おとぎの国から消えた「色」を取り戻すアドベンチャーゲーム。
- シルバニアファミリー 3 星ふる夜のすなどけい（2001年12月21日 / エポック社 / ゲームボーイカラー）

シマネコの女の子となって、森の仲間と一緒に過去や現在を行き来してシルバニア村から消えた輝く星々を取り戻すアドベンチャーゲーム。
- シルバニアファミリー 4 めぐる季節のタペストリー（2002年12月6日 / エポック社 / ゲームボーイアドバンス）

みるくウサギの女の子となって、変わらなくなってしまった季節を取り戻すため「ゆめの実」を集めて季節を変える妖精の手助けをするアドベンチャーゲーム。
- シルバニアファミリー 妖精のステッキとふしぎの木 マロンイヌの女の子（2003年12月5日 / エポック社 / ゲームボーイアドバンス）

マロンイヌの女の子となって、妖精が失くしたステッキを探しに行くアドベンチャーゲーム。
- シルバニアファミリー ファッションデザイナーになりたい! くるみリスの女の子（2004年12月2日 / エポック社 / ゲームボーイアドバンス）

くるみリスの女の子となって、シルバニア村の住人たちから依頼される洋服や小物を作って、ファッションデザイナーを目指すシミュレーションゲーム。

## 関連施設

### シルバニア森のマーケット
シルバニアファミリーの特約店。2001年10月に第1号店が千葉県市川市（ニッケコルトンプラザ内2F）にオープンし、最盛期は45店以上の規模とネットワークで各地に店舗を展開したが2020年現在はぐりんぱシルバニアビレッジ、こもれび森のイバライド、ハーベストの丘以外の「森のマーケット」を『森のお家』に名称変更して規模を縮小。2021年2月15日に藤久株式会社と株式会社エポック社および株式会社マスターピースと業務提携契約を締結したことにより、一部店舗は『森の手芸屋さん』へと移行している。限定商品やヨーロッパ、イギリス（欧州圏）からの逆輸入品などが購入できる。店舗によってはシルバニアキャラクターのグリーティングやミニイベントなども開催される。2022年9月現在で営業中の『森のお家』および『森の手芸屋さん』の店舗は以下の通り。
- 北海道
  - おもちゃのヨシダ（旭川市）
  - ビックカメラ 札幌店
  - 東急百貨店 札幌店 ※閉店
- 栃木県
  - 福田屋ショッピングプラザ 宇都宮店 ※閉店
- 群馬県
  - 軽井沢 おもちゃ王国内
- 埼玉県
  - イトーヨーカドー 三郷店
  - 森のキッチン レイクタウンアウトレット店
- 千葉県
  - イトーヨーカドー アリオ蘇我店 ※森の手芸屋さんへ移行
  - 船橋ららぽーと店 ※北5番街1Fに単独店舗として存在していたが「森のキッチン」に統合された
  - 森のキッチン ららぽーとTOKYO-BAY店
  - 市川コルトンプラザ内 ※2F 240番台の区画に存在した"森のマーケット"第1号店。2001年10月開店、2007年閉店
- 東京都
  - イトーヨーカドー 葛西店
  - ヨドバシカメラ Akiba店
  - 森のキッチン 吉祥寺店 ※2011年2月13日閉店
  - 京王百貨店 新宿店 ※閉店）
  - 京王百貨店 聖蹟桜ヶ丘店 ※2010年閉店
  - 東急百貨店 東横店 ※閉店
- 神奈川県
  - イトーヨーカドー ららぽーと横浜店 ※森の手芸屋さんへ移行
  - ビックカメラ ラゾーナ川崎店
  - 森のキッチン 横浜ワールドポーターズ店 ※閉店
  - 相模大野 ステーションスクエア店 ※閉店
- 石川県
  - 平和堂 アル・プラザ金沢店
- 長野県
  - ハローマック諏訪店（※閉店
- 静岡県
  - ぐりんぱシルバニアビレッジ内
- 愛知県
  - エディオン エイデン安城店
  - 南知多おもちゃ王国内（南知多ビーチランド内）
  - 株式会社メルヘン みどり店
- 滋賀県
  - 平和堂 アル・プラザ草津店
- 京都府
  - ミドリ電化 亀岡店
  - トイワールド 桃山店 ※閉店
- 大阪府
  - ヨドバシカメラ 梅田店
  - ミドリ電化 豊中店
- 兵庫県
  - 東条湖 おもちゃ王国内
- 岡山県
  - エディオン デオデオ 東川原店
  - 玉野 おもちゃ王国内
  - 津山市 アルネ津山5F おもちゃ大使館内 ※イベント開催時のみ出店の限定店舗
- 広島県
  - デオデオ ネバーランド広島本店
  - フジグラン 神辺店
  - そごう広島店 ※閉店
- 山口県
  - フジグラン 小野田店 注:フジグラン小野田と共に閉店済
- 徳島県
  - フジグラン 北島店
- 愛媛県
  - フジグラン 松前店
- 福岡県
  - トリアス久山店（ハローマックワールド トリアス久山店内） ※2004年3月末日閉店
  - かしいかえんシルバニアガーデン内
- 大分県
  - 城島後楽園 おもちゃ王国内
- 鹿児島県
  - おもッちゃマン店

### シルバニアファミリー 森のお家
シルバニアファミリー 森のマーケットを補完する形式と、森のマーケットが出店していない地域向けの、ミニ店舗と体感型屋内施設の複合タイプの店。
- 北海道
  - 千歳アウトレットモール・レラ店
  - 三井アウトレットパーク 札幌北広島店 ※期間限定SHOPだったが2020年9月18日新オープン。
  - イオンモール旭川駅前店 ※2018年5月6日閉店
- 宮城県
  - 三井アウトレットパーク仙台港店
  - 仙台泉プレミアム・アウトレット店
- 茨城県
  - 大洗シーサイドステーション店 ※2017年6月30日閉店
  - あみプレミアム・アウトレット店
- 栃木県
  - 那須ガーデンアウトレット店
- 埼玉県
  - ららぽーと富士見 店
  - 三井アウトレットパーク入間店 ※2022年4月15日オープン
- 千葉県
  - 三井アウトレットパーク木更津店 ※2022年4月22日オープン
- 東京都
  - グランベリーモール店
  - ヴィーナスフォート店 ※ヴィーナスフォート閉館に伴い2022年3月27日閉店
  - イオンモール多摩平の森 ※2019年3月17日閉店
  - ダイバーシティ東京プラザ店 ※2022年7月1日オープン
  - 有明ガーデン店
  - コピス吉祥寺店
  - ららぽーと立川立飛店
  - 三井アウトレットパーク 多摩南大沢店
- 神奈川県
  - 三井アウトレットパーク 横浜ベイサイド店
  - 横浜ワールドポーターズ店
  - イオンモール座間店
- 富山県
  - 三井アウトレットパーク北陸小矢部店（アポロ社のジグソーパズル関連商品を集めた複合店）
- 山梨県
  - 八ヶ岳リゾートアウトレット店
- 長野県
  - 軽井沢・プリンスショッピングプラザ店
- 岐阜県
  - 土岐プレミアム・アウトレット店 ※2018年6月10日閉店
- 静岡県
  - イオンモール浜松志都呂店
- 愛知県
  - イオンモール常滑店
  - メイカーズピア店
  - mozoワンダーシティ店 ※2022年3月18日オープン
- 三重県
  - 三井アウトレットパーク ジャズドリーム長島店 ※期間限定SHOPだったが2022年7月15日新オープン。
- 滋賀県
  - 三井アウトレットパーク 滋賀竜王店
- 京都府
  - イオンモールKYOTO店 ※2019年2月24日閉店
- 大阪府
  - なんばCITY店 ※2020年2月14日閉店
  - 三井アウトレットパーク 大阪鶴見店
  - ららぽーと和泉店
  - あべのキューズモール店
- 兵庫県
  - 神戸三田プレミアム・アウトレット店
  - with sweets 神戸ハーバーランドumie MOSAIC店
  - 三井アウトレットパーク マリンピア神戸店
- 岡山県
  - 三井アウトレットパーク倉敷店
- 広島県
  - THE OUTLETS HIROSHIMA店 ※2018年4月27日オープン
- 福岡県
  - マリノアシティ福岡店
  - THE OUTLETS KITAKYUSHU店 ※2022年4月28日オープン
- 沖縄県
  - 沖縄アウトレットモール・あしびなー店
  - with sweets サンエー浦添西海岸　PARCO CITY店 ※2019年6月27日オープン

### シルバニアファミリーのお店 森の手芸屋さん
手芸専門店トーカイグループ店内にある“シルバニアファミリーのお店”。

### シルバニアファミリー館
日本国内5箇所のおもちゃ王国内にある、シルバニアファミリーの玩具と遊べる体感型のミニ施設。各地のシルバニアファミリー館は遊園地の中にあるため、別途、各遊園地の入園料が必要。以前は各地の7箇所だったシルバニアファミリー館は2箇所（東京ドームシティおもちゃ王国、レオマおもちゃ王国）が撤退と共に廃止された。現在稼働中の5箇所のシルバニアファミリー館のうち、2箇所は2015年春に設備リニューアルが行われて展示内容の変更がされた。また、3箇所のシルバニアファミリー館には「森のマーケット」が併設されている。
- 軽井沢おもちゃ王国内（群馬県吾妻郡嬬恋村）※2015年4月設備リニューアル。
- 東条湖おもちゃ王国内（兵庫県加東市／森のマーケット併設）※2015年3月設備リニューアル。
- 南知多おもちゃ王国（愛知県知多郡美浜町、南知多ビーチランド内）
- おもちゃ王国本部（岡山県玉野市／森のマーケット併設）
- 城島後楽園おもちゃ王国内（大分県別府市／森のマーケット併設）

### シルバニア森のキッチン
1999年7月に、東京都武蔵野市吉祥寺に第1号店が開店したシルバニアファミリーのテーマレストラン。シルバニアファミリー誕生15周年を翌年に控えていたため、記念事業（周年事業）としてレストラン事業に進出したものである。食事以外にも店舗によっては工作教室などが楽しめる。また、現在営業中の各店舗にはシルバニアキャラクターが出演し、1日2回 - 4回程度のグリーティングやミニミニショーなどが行われる。※店舗によりキャラクターの出演時間や回数は異なる。
- 1号店（東京都武蔵野市吉祥寺）は1999年7月5日オープン。吉祥寺東急百貨店の裏通りに店舗があった。2011年2月13日閉店。
- 2号店は2000年7月28日にオープン。西武池袋線ひばりヶ丘駅前「パルコ内レストランフロア4F」にあった。2002年5月12日閉店。
- 3号店は2009年11月20日にオープン。千葉県船橋市「TOKYO BAY 船橋ららぽーと北館 ハーバーグリル2F」内にあった。2018年4月1日閉店。
- 4号店は2011年3月4日にオープン。千葉県流山市「流山おおたかの森S.C 3F専門店街」にあった。2012年11月20日閉店。
- 5号店は2011年4月29日にオープン。埼玉県越谷市「越谷レイクタウン アウトレット2F」にある。
- 6号店は2012年8月10日にオープン。神奈川県横浜市みなとみらい地区「横浜ワールドポーターズ5F」にある。2021年1月17日閉店。

### 独立店舗以外のシルバニア森のキッチン
- 静岡県 裾野市 ぐりんぱ（シルバニアビレッジ）内の「シルバニア森のキッチン」 - 2004年7月24日オープン、2014年6月22日閉店。 ※閉店後は、シルバニアファミリーとは無関係の「レストラン ワイルドハングリー」に改装され2014年7月にオープン。
- 福岡県 福岡市 かしいかえん（シルバニアガーデン）内の「シルバニア森のキッチン」 - 2009年3月6日オープン。運営・経営は、株式会社西鉄レストラン、メニュー監修はエポック社。

### 過去イベント時のシルバニア森のキッチン
- シルバニア村へ遊びにおいでよ！（2001年1月3日 - 8日）特別出店「シルバニア森のキッチンin品川プリンスホテル」

※レストラン運営は品川プリンスホテル（プリンスホテルグループ）、メニュー監修はエポック社。シルバニア初の外部大型イベント。
- 品川プリンスホテル ゴールデンウィークこどもランド シルバニア村のパーティー（2001年5月3日 - 6日）特別出店「シルバニア森のキッチン」

※レストラン運営は品川プリンスホテル（プリンスホテルグループ）、メニュー監修はエポック社。
- シルバニア村の夏休みへようこそ！（2002年8月10日 - 18日、品川プリンスホテル）特別出店「シルバニア森のキッチン」

※レストラン運営は品川プリンスホテル（プリンスホテルグループ）、メニュー監修はエポック社。
※出典：
※出典：

### シルバニアビレッジ
2004年7月24日にリニューアルオープンした、富士急行の運営する遊園地「ぐりんぱ」（静岡県裾野市）内に設置されたシルバニアファミリーの屋外型テーマパーク。同パーク内のオリジナルキャラクター「ののはなウサギ」のグリーティングが行われている。なお、シルバニアファミリーショーは2014年4月から休止の後、廃止された。

### シルバニアガーデン
2009年3月6日にリニューアルオープンした、西日本鉄道の運営する遊園地「かしいかえん」（福岡県福岡市東区）内に開園したシルバニアファミリーの屋外型テーマパーク。同パークのオリジナルキャラクターはなぞのウサギのショーやグリーティングなどが継続的に行われている。かしいかえんの閉園に伴い2021年12月30日に閉園。

### シルバニアパーク
2018年6月23日
茨城県稲敷市にある、こもれび森のイバライド（旧・江戸崎農業公園ポティロンの森）の一部をリニューアルする形でオープンした首都圏初のシルバニアファミリーをテーマにした屋外型施設。
オリジナルキャラクターは存在しないが、ショコラうさぎの女の子のオリジナル衣装が存在する。イバライド園内には、「森のマーケット」、「あそびのお部屋」のほか一部レストランなどでシルバニアファミリーのフードメニューを提供している。2020年3月20日にはシルバニアファミリー35周年を記念して同じくファーム_(愛媛県)（現ワールドインテックパークマネジメント事業部）が運営している大阪府堺市にある、堺・緑のミュージアム ハーベストの丘内に関西では初のシルバニアファミリーをテーマにした屋外型施設としてオープンした。イバライド園内と同じくハーベストの丘内に、「森のマーケット」やソフトクリームキッチンカーが併設している。

### シルバニアファミリー あそびのお部屋

#### 大阪 ATC会場
2015年3月20日オープン。大阪・南港ATC（大阪市住之江区）内に開設した屋内型体験施設。シルバニアファミリーショップをはじめ、特大ジオラマやコンテンツを満載したカフェスタイルの店舗。週末にはステージショーも実施する。有料、入場料金は税込み500円。2016年3月に第二期リニューアル工事を完了した。2020年8月31日閉店。

#### 東京 自由ヶ丘会場
通称「シルバニアフォレスト」。2015年3月27日に自由ヶ丘 スイーツフォレスト隣接ビルの2Fフロアを全面改装する形でオープン。2016年2月21日閉店。一年間限定オープンの「有料、屋内型プレイスペース」であったが実際は11か月弱で閉店した。ジオラマ形式のディスプレイとミニショップで構成され、週末にはキャラクターグリーティングや季節毎のミニイベントも開催し、産学協同プロジェクトによる店舗運営形態を取り入れていた。有料、入場料金は税込み500円だった。

#### シルバニアファーム内
2016年5月下旬より上記「東京 自由ヶ丘会場」で設置されていたシルバニア村の大型ジオラマ（※元々は過去の東京おもちゃショーで使用された展示物を流用した物）を移動設置し、「シルバニアファーム あそびのお部屋」として開設した。同会場はシルバニアファーム内の区画に設置されているため、入場にはシルバニアファームの入場料金が必要。滞在時間の制限は無し。2022年9月現在プレイルームの利用は休止となっている。

## シルバニアファミリー20周年記念ミュージカル
シルバニアファミリー誕生20周年の記念事業として企画された初の大型ミュージカル公演が以下の概要で行われた。
- タイトル：「パーティーイブはおおさわぎ！」
- 公演本編尺：約90分（第一部 約50分、第二部 約40分）

### 公演地・日程
- 東京厚生年金会館 2004年7月17日、7月18日（初演）
- 大宮ソニックシティホール 2004年7月24日
- 新潟県民会館 2004年7月31日
- 宮城県民会館 2004年8月1日
- 静岡市清水文化センター 2004年8月7日
- 名古屋市民会館 2004年8月8日
- 大阪厚生年金会館 2004年8月21日
- 兵庫県神戸ポートピアホール 2004年8月22日
- 九州厚生年金会館 2004年8月28日
- 広島郵便貯金ホール 2004年8月29日
- 北海道厚生年金会館 2004年9月5日
- 千葉県文化会館 2004年9月26日（千秋楽）

### 企画・制作
- 企画・主催・制作：(株)エポック社、劇団こぐま座
- 後援：小学館
- 脚本・演出：星幸子
- 出演：劇団こぐま座
- 企画協力：(株)日本経済広告社

### ソフト化
公演の模様は2004年当初の発表では「シルバニアファミリークラブ会員向け限定商品」としてソフト化（1,000本限定）されたが、2005年4月からDVD版が一般向けソフトとして再発売され、同時にVHS版の追加発売も行われた。
- VHS：本編90分+映像特典12分(劇中歌カラオケ付き)※生産数1,000本+2,000本限定、Hi-Fiステレオ、NTSCカラー
- DVD：本編90分+映像特典12分(劇中歌カラオケ付き)※生産数3,000枚限定、片面1層ディスク、NTSCカラー、4:3画角、リージョンコード2

なお、この2004年公演の演目以降に行われた「シルバニアミュージカル」は未ソフト化である。

## 類似商品
1985年 - 1986年頃には、他の玩具メーカーからの類似したコンセプトの商品の販売が相次いだ。
1985年8月、タカラが「3年2組のなかまたち」を発売。擬人化した動物のドールハウスという点は共通しているが、設定を都会の街とし、シルバニアファミリーとは対照的な世界観を築くことで差別化を図った。さらに同年9月、バンダイが「ワンニャンランド」を発売。1986年2月には東映動画が制作したアニメ作品『メイプルタウン物語』のキャラクターを使用したドールハウスを同じくバンダイが「メイプルフレンド」のシリーズ名で発売開始した。これらの類似商品は、ドールハウスのブームが一段落するとともに、数年後には製造を終了している。
また、シルバニアファミリーが商品化されてから丁度10年後の1995年にタカラから「ファーリーファミリー ミミコ&ピョンタ」のシリーズ名称でウサギファミリーや動物キャラクターたちが暮らす国をコンセプトとした玩具シリーズが発売されたが1999年頃に販売を終了している。
一方、バンダイは2002年9月からサンリオのライセンスを得てハローキティのドールハウス（リトルベリーコレクション）を発売したが、こちらも2004年には販売を終了している。

### 類似商品の各社ラインナップ
※括弧内は最初にリリースした年。
- セキグチ（関口玩具）（1983、1985）

「テディベアストーリー」（初期2種類、全10種類）
「フォーラビッツストーリー」（初期2種類）
「こねこの冒険」（初期2種類）
「ズーズーパーティー」（リトルアニマルパーティーシリーズ / 初期2種類）
「チューチューファミリー」（初期2種類）
※ドレスセット、ハウス、小物、家具類あり。
- カイ・オリジナルトーイ（1985）

「ポプシーランド」（全2種類）
- ヨネザワ（ヨネザワ玩具/現.セガトイズ）（1985）

「プリムプラム」（動物3種類<クマ、ウサギ、キツネ>、電池式動力ユニット家具<チェア、ゆりかご、チェロ>と洋服数種類とハウス1点、背景ボードの組み合わせ、絵本付属）
- バンダイ（1986）

「メイプルタウンシリーズ」（初期6種類）
※ハウス、小物、家具類、レミー事業部関連商品の文具類なども有り。
- 「プリムタウンシリーズ」（2001）

いわゆる、キャンディがパッケージ内にセットされた「食玩」の製品で全16種のラインナップ、2003年まで発売したが製造終了となった。
販売は一般的なスーパー、コンビニエンスストア店頭などだった。各々の人形はフロッキー（電着植毛）タイプで塗装済、洋服も着用していた。
発売時のラインナップは以下の通り。
（ウサギの男の子、女の子、ウサギのお父さん、お母さん、ウサギの赤ちゃん、ウサギの先生、ウサギの看護婦、クマのお父さん、お母さん、
クマの男の子、女の子、ネコの女の子、リスの男の子、イヌの男の子、パンダの男の子、女の子）
また「プリムタウン」シリーズはパッケージ内に記載されている遊び方ガイドを参照した上で専用サイトで住民番号を登録すると「インターネットプリムタウン」で遊ぶことができた（※同サイトは2003年頃に廃止）。
- タカラ（株式会社タカラ）（1985、1986）

「キュートコレクション」（全6種類）
「3年2組のなかまたち」（全6種類）
「ファーリーファミリー」（ミミコ&ピョンタ 他 全10種類）（1995 - 1999）
※出典：

## 裁判
2025年4月、エポック社がシルバニアファミリーの人形を利用して、薬物や暴力、殺人などといったスキャンダラスな寸劇を動画投稿サイト「TikTok」にて公開していたアイルランド出身のコンテンツクリエイターを著作権・商標権侵害などの疑いでアメリカ・ニューヨーク州の裁判所に提訴していたことが同年7月に報じられた。その後、同年8月に和解に至ったことがエポック社から公表された。

## その他関連事項
- シルバニアファミリープレミアクラブ - シルバニアファミリーの公式ファンクラブ。入会すると年に数度、新製品情報や会員限定セール情報などが掲載された会誌が送られる。一時期、廃止されたがその後復活した。
- シルバニアの別荘 - 富士急行が十里木高原別荘地内に建築したログハウス。『赤い屋根の大きなお家』および『緑の丘のすてきなお家』を模した外観をしている。
- シルバニアのお家 - 川中島建設（長野市）がエポック社と提携し、シルバニアファミリーが住む家をモデルにした住宅を提案している[48]。